# Arthur Norris
Arthur J.B. Norris fou un tennista britànic. Els seus èxits més importants foren les medalles de bronze individual i de dobles (amb Harold Mahony com a parella) en els Jocs Olímpics del 1900 celebrats a París.

## Jocs Olímpics

### Individual
| Any  | Campionat                    |
| ---- | ---------------------------- |
| 1900 | Jocs Olímpics, París, França |

### Dobles
| Any  | Campionat                    | Parella       |
| ---- | ---------------------------- | ------------- |
| 1900 | Jocs Olímpics, París, França | Harold Mahony |